# Mleczan potasu
Mleczan potasu – organiczny związek chemiczny, sól potasowa kwasu mlekowego. Stosowany jako dodatek do żywności (E326) jako składnik konserwujący mięso przed mikroorganizmami. Znajduje także zastosowanie w produkcji środków gaśniczych.

Przeczytaj ostrzeżenie dotyczące informacji medycznych i pokrewnych zamieszczonych w Wikipedii.